# Acontia apela
Acontia apela là một loài bướm đêm trong họ Noctuidae.